# Vanessa Kaminski
Vanessa Kaminski (geb. Arlt; * 20. März 1991) ist eine deutsche Fußballschiedsrichterin.

## Fußball
Seit 2016 ist Kaminski als Linienrichterin in der Frauen-Bundesliga aktiv. 2018 wurde sie als Assistentin im Endspiel des DFB-Pokals der Frauen im Team um Sandra Stolz eingesetzt. Von 2019 bis 2023 war sie FIFA-Schiedsrichterassistentin und kam in insgesamt 11 internationalen Partien zum Einsatz.
Seit 2020 ist Kaminski auch als Schiedsrichterin in der Bundesliga. Ihr erstes Spiel hatte sie am 27. September 2020 mit der Partie MSV Duisburg gegen den SC Sand (0:1).
2021 wurde sie erneut im Finale des DFB-Pokals eingesetzt. Sie assistierte Hauptschiedsrichterin Mirka Derlin bei der Partie Eintracht Frankfurt gegen den VfL Wolfsburg (0:1 n. V.).
Bei den Männern pfeift Kaminski in der Regionalliga West. Seit 2023/24 wird sie zudem auch als Video-Assistentin in der Bundesliga eingesetzt. Bei den Frauen ist sie als Video-Assistentin auch international im Einsatz.
Nach der Saison 2024/25 beendete sie ihre Karriere in der Frauen-Bundesliga.

## Privates
Kaminski ist verheiratet und arbeitet als Pressesprecherin bei der Polizei NRW in Münster.